# Fredrik Olsson (ingenjör)
Tord Johan Fredrik Olsson, född 25 mars 1976, är en svensk ingenjör och ekonom.
Fredrik Olsson är son till åkeriägaren Roland och tjänstemannen Gull-Britt Olsson. Han är uppvuxen i Everöd och utbildade sig till civilingenjör i maskinteknik samt  civilekonom vid Lunds universitet. Han började vid Hennes & Mauritz 2002 som controller vid företagets huvudkontor i Stockholm och var från 2003 chef för företagets försäljning, och från 2006 ansvarig för företagets expansion, i Nordamerika.
Från 2009 var han chef för expansion för hela koncernen och från 2015 landschef i Spanien och Portugal. Han är sedan 2016 chef för H&M:s verksamhet under varumärket H&M, den dominerande delen av koncernen.
Han är sambo med Lotta Linde och har två barn.